# 笠原勇二
笠原 勇二（かさはら ゆうじ、1950年 - ）は、日本の数学者。お茶の水女子大学・筑波大学名誉教授。

## 略歴
長野県諏訪郡下諏訪町出身。長野県諏訪清陵高等学校を経て、1973年京都大学理学部卒業。1975年同大学大学院理学研究科数学専攻修了。1976年同大学理学部助手。1981年筑波大学数学系講師。1985年同大学数学系助教授。1993年お茶の水女子大学理学部教授。2004年筑波大学大学院数理物質科学研究科教授。

## 共著
- 『明解確率論入門』数学書房 2010年